# Tót Endre
Tót Endre (Sümeg, 1937. november 5. –) Kossuth-díjas neoavantgárd képzőművész. 1978 óta Németországban, 1980 óta Kölnben él és dolgozik.

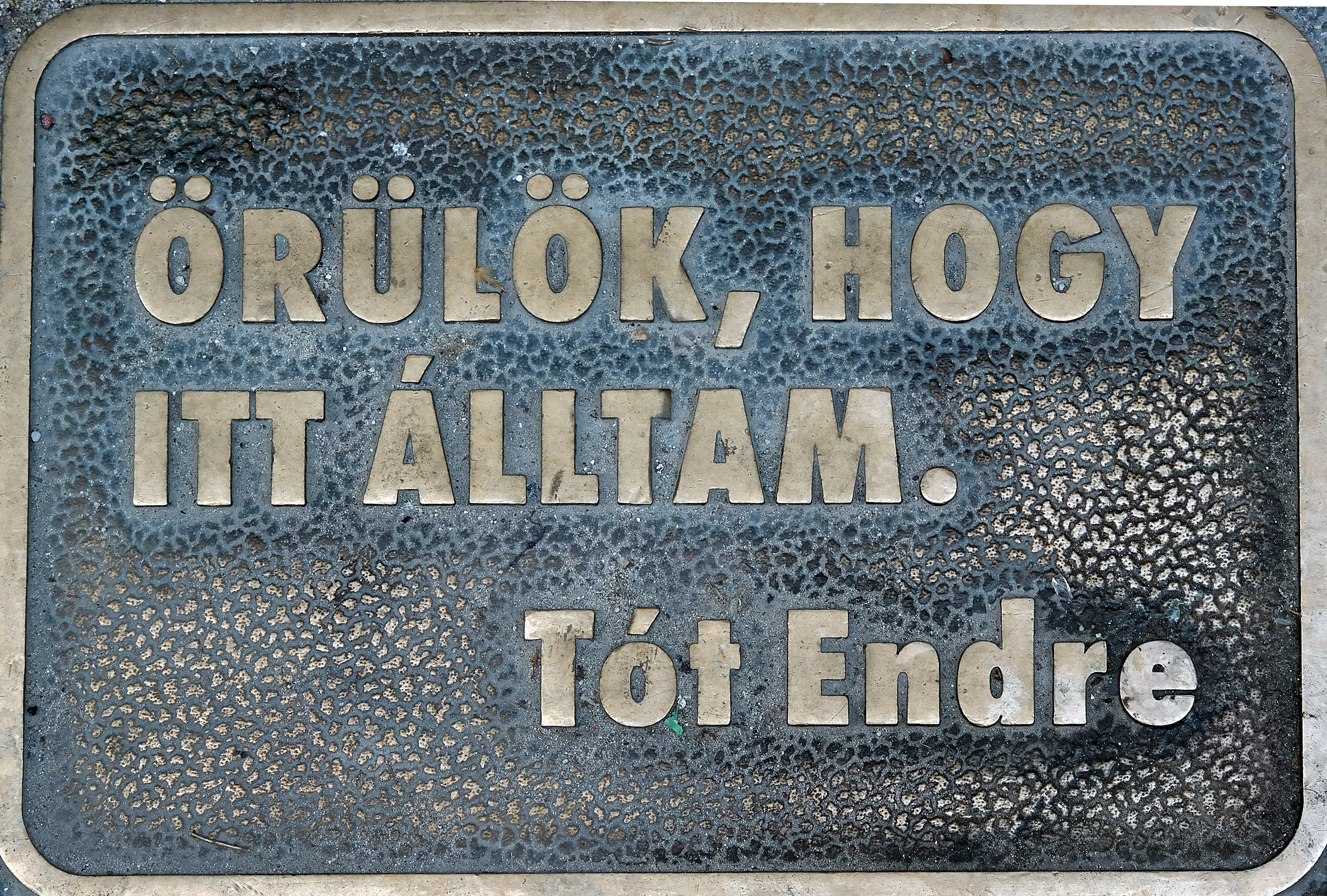
A művész „önemléktáblája”
Budapest VI. kerület, Király utca 76.

## Életútja, munkássága

### A hatvanas évek – informel kísérletek
1959–1965 között tanulmányokat folytatott a budapesti Magyar Iparművészeti Főiskola murális szakán. Az 1960-as években informel festészettel foglalkozott, kevéssel ezután készültek kollázsai, valamint a pop- és a minimal art szellemében készült munkái.
Az 1960-as évek közepétől szoros barátságban állt Korniss Dezsővel, aki nagyra becsülte a fiatal Tót informel festészeti kísérleteit, amellyel az addig Magyarországon újdonságnak számító irányzat egyik úttörőjévé vált.
1968-ban és 1969-ben kiállított az Iparterv-csoport neoavantgárd művészeivel. Korai munkáinak retrospektív kiállítására 1989-ben a Kiscelli Múzeumban került sor. Rajzait és tusfestményeit a székesfehérvári Szent István Király Múzeumban mutatta be 2003-ban. „A megfestett képtől a meg nem festett képig – korai munkák 1964–1971” című kiállítás (Szombathelyi Képtár, 2004) átfogó képet adott a gyorsan változó stíluskorszakairól egészen a „Meg nem festett képeim” (1970) című munka születéséig. Festészeti korszakának számos darabja a rendszerváltás után jelentős magyar múzeumok tulajdonába került.

### A hetvenes évek – konceptuális kezdetek
1970/71-ben radikálisan szakított a festészettel, innentől kezdve konceptuális művészettel foglalkozott. „Talán Tót volt a 20. század második felében az Amszterdamtól keletre eső művészek között a legtüneményesebb festőtehetség. De Tót önként mondott fel a festészetnek egy menet közben megismert és fontosabbnak érzett igazság kedvéért.” (Perneczky Géza, Új Művészet, 2003. október)
Festői korszakának lezárásaként elkészítette a My Unpainted Canvases (1970) című művészkönyvét, amelyben virtuálisan jeleníti meg a meg nem festett vásznait. Szintén az 1970-es évek elején születtek meg alapideái, a Nothing/Zer0, Rains és Gladnesses, melyek ideák a további évtizedek munkásságát határozták meg.
Új médiumokat alkalmazott művészetében: sürgöny, képeslap, póló, xerox (fénymásolat), írógép, film, zene, plakát, graffiti, transzparens, akciók, művészkönyvek, utcai villanyújság.
A kritikusok az első kelet-európai koncept műnek tartják a kölni DuMont Kiadó Aktuelle Kunst in Ost-Europa (Kortárs művészet Kelet-Európában) című könyvében 1972-ben publikált műveit, a korai Távollevő képeket, amelyet a későbbi évtizedek folyamán nagy mértékben továbbfejlesztett. Korai konceptuális művei Achille Bonito Oliva Europe/America: The Different Avant-Gardes (Milánó, 1976) könyvében jelentek meg.
Korai mail-art munkáival, postaművészeti tevékenységével „szinte az első órában lépett bele a mail art művészetbe” – írja róla Jean-Marc Poinsot Mail art, communication à distance, concept című katalógusában 1971-ben. Levelezőpartnerei között olyan ismert neveket találunk, mint a későbbi barát Ben Vautier, John Armleder, George Brecht, Daniel Spoerri, Cosey Fanny Tutti, Genesis P-Orridge, Dieter Roth, Marina Abramovich, Ken Friedmann.
1972-ben kiállították a mail-art darabjait a Párizsi Biennálén, ahol a mail-art olyan úttörőivel, mint Marcel Duchamp, Yves Klein, Richard Johnson, Ben Vautier, George Brecht stb. szerepelt együtt. Zéró kóddal írt leveleiről Pierre Restany, Yves Klein barátja, 1978-ban a következőket írta: „A koncentrált (leZÉROzott) érzékenység anyagtalan zónájában Tót Endre a mail-art Yves Kleinje, egy postai monokróm.”
Első múzeumi kiállítását a jeruzsálemi Israel Museum rendezte 1975-ben. A hidegháború alatt a magyar állam nem állt diplomáciai kapcsolatban Izraellel, ezért munkáit kalandos úton csempészte ki az országból. 1970 és 1974 között készült konceptuális munkái (pl. Rainproof-ideas) egy időben voltak kiállítva Alberto Giacometti szobraival a jeruzsálemi múzeumban. A kiállításról német, belga, olasz és francia művészeti folyóiratok is beszámoltak, a Jerusalem Post pedig így írt róla: „This is not to say that Endre Tot is the same race with Giacometti, but he is a totally new and rewarding experiences.”
1974-ben a svájci Howeg Kiadónál megjelent Tót Endre Zero-Post (Nulla-mail) bélyegíve, mely a nemzetközi mail art művészet első művészbélyegeit tartalmazták.
John Armleder – a később a Neo Geo irányzattal világhírűvé vált barátja – meghívására 1976-ban fél évre a mail-art-központként működő genfi Ecart Galériába látogatott. Genfben valósította meg legelső utcai akcióját (TOTalJoys, 1976), amelynek filmfelvételeit 2005-ben a párizsi BDV (bureau des videos) kiadó DVD formátumban jelentette meg.
Művészkönyveivel, amelyek az 1970-es évek folyamán Budapesten készültek, nemzetközi sikereket ért el. Legelső könyveit szamizdatban adta ki, későbbiek nyugat-európai avantgárd kiadóknál jelentek meg. Azok közül a legismertebbek: 1971: Meg nem festett képeim, The States of Zeros, Semmi sem semmi / Nothing ain’t Nothing, 1972: Nothing, Incomplete Information, 1974: Zero-Texts (1971–72), Night Visit to the National Gallery (Beau Geste Press, UK), Zero-Post, Rainproof Ideas (1971-74), 1979: TÓTalJOYS, 1981: Very Special Drawings, 1990: Evergreen Book.
1998-ban számos művészkönyvét vásárolta meg a párizsi Bibliothèque Nationale. Levelezése John Armlederrel (Correspondance avec John Armleder, Ecart, Genf, 1974) 2010-ben került a párizsi Pompidou Központ könyvtárába (Bibliotheque Kandinsky). Művészkönyvei számos múzeumi kiállításon szerepeltek Európában, az Amerikai Egyesült Államokban, Kanadában, többek között a Pompidou Központban megrendezett Livres d’Artistes kiállításon 1985-ben.
Még Budapesten élt, amikor 1977-ben kiállított Párizs legismertebb galériájának egyikében, a Galerie Bama-ban. A kiállításról Otto Hahn írt kritikát a L’Express című francia hetilapban. Nemzetközi szereplései és postai kommunikációs tevékenysége miatt nyugaton már az 1970-es években egyik legismertebb művésznek számított a keleti blokkból, míg Magyarországon szinte alig értesültek hazáján kívüli sikereiről.
Óbudai lakása izoláltságából („elefántcsonttornyából”) a hetvenes évek vége felé a DAAD Berliner Künstler Program nyugat-berlini ösztöndíj-meghívása rántotta ki. Mielőtt kiutazhatott volna a megosztott városba, több mint egy éven át egyik kiutazási kérelmét a másik után utasította el a magyar hatóság. Kiutazásának sorozatos megtagadása politikummá vált, így végül a nyugat-európai sajtó tiltakozására kapta meg útlevelét. Tót egyéves nyugat-berlini tartózkodás után az emigrációt választotta. Óbudai lakását elkobozták, testvére még időben „evakuálta” valamennyi munkáját. Ezután magyarországi munkái évtizedeken át, optimális raktározási lehetőség híján hányódtak egyik helyről a másikra, míg végül a Magyar Nemzeti Galériába kerültek letétbe.
Tót Berlin nyugati felében realizálta azokat az ideákat, amelyeket kofferjében és fejében Budapestről hozott magával. Megérkezése után közvetlenül a berlini falra egy mondatot firkantott: Ich würde mich freuen, wenn ich etwas auf die andere Seite der Mauer schreiben dürfte (’Örülnék, ha írhatnék valamit a fal másik oldalára’). Örömeit (TÓTalJOYs) a város legforgalmasabb helyein, táblafeliratokkal a kezében és a hátán, szendvicsemberként demonstrálta. A Kurfürstendamm óriási villanyújságán egy villogó öröm-mondat állította meg a járókelőket. 1978-ban a DAAD filmre vette és könyvben publikálta TOTalJOYS c. utcai akcióját. Kiállításai voltak a Galerie René Blockban, ahol az 1960-as és az 1970-es években a következő művészek állítottak ki: Joseph Beuys, Richard Hamilton, Allan Kaprow, Nam June Paik, Wolf Vostell.
Az akciókban és mail art darabokban megnyilvánuló humor és irónia kapcsolja őt a németországi fluxushoz, és a René Block szervezte Fluxus Németországban 1962–1992 c. vándorkiállításnak is egyetlen kelet-európai résztvevője.

### A nyolcvanas évek – blackout Kölnben
Másfél éves berlini tartózkodása után Hertával, német származású feleségével Kölnbe költözött. Berlini aktív periódusát Kölnben terméketlen évek követték, az 1980-as évek közepéig alig dolgozott. 1982-ben az Artist Place meghívására New York-ba utazott egy darab krétával a zsebében, amellyel falrajzokat készített a kiállítóterem falain. Itt találkozott számos művésszel, többek között Alan Kaprowval és régi barátjával, John Armlederrel.
A „blackout years”, ahogy hosszúra nyúlt terméketlen éveit nevezi, az 1980-as évek közepéig tartottak. Az 1980-as évek végétől szinte megszállottként újra intenzíven dolgozni kezdett. Továbbfejlesztette a „távollevő kép” ideáját, amelynek gyökerei a budapesti éveire nyúlnak vissza. (l. My Unpainted Canvases, 1970 és Night visit to the National Gallery, 1974, Múzeumlátogatás, 1974)
Távollevő képeivel virtuálisan visszatért a festészethez, de visszatérése egyben a táblakép hagyományának a lerombolását is jelentette. „Blackout” és „Katalogizált” képeinek szellemisége a hiány esztétikáját idézi, az eltűnés esztétikájának keretében a semmik és a hiányok „megjelenítésére” tesz kísérletet.
Az elmúlt évszázadok képrombolását bemutató ICONOCLASH: Beyond the Image Wars in Science, Religion and Art (ZKM, Karlsruhe, 2002) kiállításon Dada Messe in Berlin című nagyméretű munkája Dürer, Rembrandt, Goya, Duchamp, Malevich, Picabia, Warhol, Beuys mára klasszikusnak számító képei között szerepelt. A Brémában rendezett Who killed the painting (Museum für Moderne Kunst, 2010) tematikus kiállításon a „Fluxus Triptichon” (2002, 3 × 200 × 125 cm) c. táblaképe jelentette a festészet „meggyilkolását” Beuys, Kaprow, Ben Vautier, G. Brecht, Al Hausen, Nam June Paik stb. alkotásai mellett.

### Kilencvenes évek – retrospektív kiállítások és kanonizálódás
Az 1990-es évek és az új évezred első évtizedében a műtermében felgyülemlett közel ezer munkája úgy szülőhazájában, mint Európában és az USA-ban a múzeumok falaira kerültek. A rendszerváltás után Tót munkáival tért vissza Budapestre: a Műcsarnok összes termében rendezett kiállítást Semmi sem semmi címmel. Ezt követte négy évvel később a kölni Museum Ludwig kiállítása Who is afraid of Nothing? címmel, amelyet 1999 végén a budapesti Ludwig Múzeum – Kortárs Művészeti Múzeum is bemutatott („Nem félünk a semmitől”). Tót az első magyar művész, akinek a kasseli Museum Fridericianum az ötévente megrendezendő Documenta épületében egyéni kiállítást rendezett. A kiállítás magyar címéhez Semmi sem semmi (ami a Műcsarnok-beli kiállítás címével azonos) a múzeum kurátorai ragaszkodtak, feltehetőleg egzotikus hangzása miatt. A kiállítás keretében a város főterén megrendezett provokatív szórólap-akcióját a rendőrség szakította félbe: Tót arcát fekete maszkkal takarta el, a szórólap pedig, amit a járókelőknek osztogatott, semmi információt nem hordozott. Műtermi munkái mellett utcai akciói tették nemzetközileg ismertté a nevét.
„Örülök, hogy itt álltam” – 1998-ban ezzel a felirattal avatták fel járdába süllyesztett bronztábláját a Paulai Ede utca 64. (Artpool) előtt. 2004 szeptemberében választott hazájában, Kölnben is emléktáblát avattak hasonló ironikus szöveggel: „Ich freue mich, dass ich hier gestanden habe”, olvasható a Ludwig Múzeum tetőteraszának kövezetébe ágyazott feliraton.
Flyer, Zero, Joy akciói legtöbbször nemzetközi kiállítások keretében, számos ország városában (Genf, Bonn, Viersen, Párizs, London, Nyugat-Berlin 1979 és Berlin 2006, Tallinn, New York, Belgrád és Amszterdam, valamint Budapest 1996/2006) irritálták az utca emberét, szokatlanságukkal felháborodást, nem egy esetben a rendőrségi beavatkozást váltottak ki. A nemzetközi kritika antidemonstrációit a művész szülőhazájában megélt, totalitárius rendszer kötelező kellékeként rendszeresen megrendezett felvonulások válaszjelenségeként értelmezte.

### 2000-es évek – „Örülök, ha egyik mondatot a másik után írhatom”
2000-ben a nagy múltú londoni Whitechapel Gallery Protest & Survive nemzetközi kiállításának mutatták be Tót legkorábbi utcai akciójának fotódokumentációját. A genfi akciót a kurátorok felkérésére megismételte (re-stage live action). A kiállítás megnyitójának napján a látogatókat egy hatalmas transzparens várta a galéria bejárata előtt: „We are glad if we can DEMONSTRATE”. A kiállítás kurátorai Tót öröm-akciójának politikai színezetét hangsúlyozták a közönség számára: „Tót’s response to the censorship, isolation and supression inherent in a totalitarian state was to produce his series of joy” – idézet a kiállítás katalógusából.
A bécsi Kunstforum Superstars von Warhol bis Madonna (2005) tematikus kiállításán konceptuális papírmunkája (Smile somewhere here) közvetlen Duchamp bajuszos Mona Lisája (Moustache and Beard of L.H.O.O.Q.) mellett függött. „…Gemälde mit dem ungarischen Worten ”valahol itt a mosoly“ 1972 geschrieben im leeren Rechteck auf das abwesende Gemälde auf das nur mehr erinnerte Lächeln der Giaconde hin” – idézet a kiállítási katalógusból.
Budapesti izolációjában alkotott több munkáját a New York-i Museum of Modern Art (MoMA) megvásárolta, majd 2006-ban kiállította az Eye on Europe – 1960 to now kiállításán, amely átfogó képet adott az európai művészetről 1960-tól napjainkig az amerikai közönségnek. Tót a cseh Milan Knizak mellett az egyetlen Kelet-Európából származó művész volt a kiállításon. Ezt követően 2008-ban Glenn D. Lowry, a MoMa igazgatója a Honorary Artist Membership múzeumi tagságot ajándékozta Tótnak.
2009-ben jelent meg az „Örülök, ha egyik mondatot a másik után írhatom” című, memoár jellegű kötete a Noran Kiadónál. „A könyv félúton van a napló és a műalkotás között, hiszen a szöveg elsőbbségét szokatlan tipográfiai megoldások, képek vonják kétségbe, azaz a kötet már vizuális megjelenésével is több a műfaj és a művészeti terület ütközőzónája. (…) Felkavaró a fiatalkori nagy szerelem leírása, tanulságos a rendszer és a művészet viszonyának ábrázolása a hatvanas-hetvenes években, vicces az erotikus kalandok lajstromozása: Akik a prés alatt voltak” (Élet és Irodalom, 2009. november 20.)

### 2010-es évek – Tót Endre gyűjteményekben
A 2000-es évektől részvétele különböző múzeumi kiállításon megsokszorozódott: a Neues Museum Nürnberg, Museum für Moderne Kunst Wesenburg Bremen, Centre George Pompidou Paris, The V. Koc Foundation Contemporary Art Collection Istanbul termeiben állított ki. Számos nagy nemzetközi tematikus kiállításra is meghívták, ezek közül a legfontosabb 2018-ban a British Museum Artists' poscard from 1960 to now tárlata, amin 12 "Eső-darab", "Rain-piece" szerepelt Tóttól. 2017-ben a harmadik német múzeumi kiállítását rendezték Tót Endre műveiből a Schwerini Állami Múzeumban zer0 makes me glad sad mad címmel, de egyéni kiállítása volt az elmúlt években Párizsban, Milánóban, Bécsben, Budapesten és a debreceni MODEM-ben is. 2019-ben a Palazzo delle Expositioni meghívására Rómába utazott, a Techiche d'Evasione című, magyar neoavantgárd műveket bemutató kiállításra, ahol számos korai konceptuális munkája volt látható az 1970es évek elejéről.
A 20. század második felének kelet-európai avantgárd művészetét bemutató CentreG. Pompidou-kiállításon Tót Zero-Demo nagyméretű fotódokumentációja mellett utcai akciónak videófelvételeit is bemutatták. A kiállítás katalógusában reprodukált számos munka mellett publikálták Tót 1975-ben Budapestről írt levelét is Pierre Restany-nak. A levél záró sora: „So I'm fucked with my zer0000000000000s”. Ezzel a kiállítással egy időben nyílt a párizsi Magyar Intézetben az Iparterv-csoport kiállítása (Le Progrès de l’Illusion), ahol Tót korai absztrakt-expresszionista festményeit és papírmunkáit (1966/67) tekinthette meg a közönség.
Tót konceptuális munkái 1975 és 2010 között a világ jelentős múzeumainak a gyűjteményébe kerültek: a New York-i MoMa, Los Angeles-i Getty Museum, a londoni Tate és British Museum, a kölni Museum Ludwig, a berlini Neue Nationalgalerie, jeruzsálemi Israel Museum, a hágai Haags Gemeentemuseum és a budapesti Szépművészeti Múzeum is vásárolt tőle műveket. Számos munkáját őrzik közép-kelet-európai múzeumok is, amelyek a politikai rendszerváltás után kerültek a volt szocialista államok legismertebb gyűjteményeibe: National Gallery – Prága, Museum Stuki – Łódź, Museum of Modern Art – Ljubljana, National Gallery of Art – Varsó, Museum of Modern Art – Olmütz, Magyar Nemzeti Galéria, Ludwig Múzeum – Kortárs Művészeti Múzeum – Budapest.
Tót korai budapesti munkáiból két latin-amerikai ország állami művészeti gyűjteményébe is kerültek darabok: Center de Arte y Communication (CAYC) Buenos Aires és a Museu de Arte Contemporaneu da Universidade de Sao Paulo. 2020-ra munkáival több mint húsz múzeumban van képviselve, négy kontinensen.
Hazai és külföldi magángyűjteményekben őrzött művek száma feltételezhetőleg több mint száz lehet. Nemzetközi hírű magángyűjteményben szereplő Tót-munkák: Sammlung Dr. Speck (Köln), Sammlung René Block (Berlin), Das Archive Sohm (Stuttgart), The Sacker Archive of Concrete und Visual Poetry (Miami Beach, Florida), Sammlung Dr. Jürgen Kelter (Köln), Nudelman László gyűjtemény (Budapest), Sammlung Manfred Ballmann (Seckach).
A 2012-es MODEM-beli retrospektív kiállítása után Tót Endre szinte teljesen felhagyott a műtermi munkával és azóta legfőképp utcai akciókra és "demókra" koncentrál. A kiállítás kapcsán ú. n. Zer0-demot rendezett debreceni fiatalok részvételéve, ez volt Tót Endre első köztéri akciója Magyarországon. Majd 2013. május 2.-án közel 200 fiatal művésszel, barátaival, nagyszabású Zer0-demot szervezett Budapest legimpozánsabb sugárútján, az Andrássy úton, amit rendőri kísérettel vezettek fel. A Zer0-demot 2015-ben Kölnben megismételte az Art Cologne alatt (2015. április 17.), ezt követte a hamburgi egyéni kiállítása alatti demonstráció (2015. szeptember 8.). Ezeknek a felvonulásoknak performansz jellegük volt. Korai bonni, párizsi és amszterdami Öröm-demóját továbbfejlesztve 2017 őszén az OFF Biennálé keretében megvalósította első budapesti Öröm-demonstrációt, szintén az Andrássy úton. A hetvenes és nyolcvanas évekbeli, pár tucat fős demonstrációkkal szemben 2017-ben több mint száz résztvevő segítségével látványosan vizualizálta a felvonulást (2017. október 8.). A résztvevők saját, harsogóan nevető arcképüket nagyméretű táblára kasírozva vitték a kezükben, míg a felvonulás elején óriási transzparens volt látható: ÖRÜLÜNK HA DEMONSTRÁLHATUNK. A nevető portréfotókkal ellátott tüntetőtáblákat felhasználva Tót Endre a Ludwig Múzeum IPARTERV 50+ kiállítására installációt készített. Valamennyi demóról limitált példányszámú DVD kiadvány készült.
A 2020-as Covid-19 járvány alatt egy ismert Nagy Britannia-i kiadó, a Show & Tell Editions TÒTalJOY feliratú arc-maszkot adott ki 75 példányban.

## Díjak, elismerések és azok körülményei
2006 őszén Tót Endrét nagyszabású kiállítására hívták meg Belgrádba. Az Art, Life & Confusion című kiállításon 112 kiállító 33 országból, valamennyi kontinensről érkező művész képviselte magát. 14 különböző belgrádi múzeum, galéria és alternatív kiállító helyiség adott helyet a nagyszabású rendezvénynek. Tót távollevő képeit a Museum of Yugoslav History termeiben állították ki, a The Hope in the Nothing utcai akciójának fotósorozata rendhagyó helyszínen, egy középkori, mára használaton kívüli fürdőben (Belgrade Public Bath) voltak láthatóak. A kiállítás keretében Tót a szerb főváros centrumában Flyer és Zer0 akcióját a televízió rögzítette és sugározta. Tót a nemzetközi zsűri elnökétől, Robert Storrtól, aki az évben a velencei biennálé főkurátora lett, a kiállítás különdíját kapta (Special Jury Award).
2008-ban Glenn D. Lowry, a New York-i MoMA igazgatója a Honorary Artist Membership múzeumi tagságot ajándékozta Tótnak. Ezt megelőzően 2006-ban a múzeum bemutatta egy művét az Eye on Europe 1960 to now című kiállításon, a tárlat szinte egyetlen kelet-európai résztvevőjeként.
Hivatalos magyar kitüntetésekre azonban várnia kellett. Már közel volt a hetvenhez, amikor Munkácsy-díjjal tüntették ki, ám a díj ünnepélyes átadásra nem utazott Budapestre: a díjat egy fiatal ismerőse vette át.
2009-ben Kossuth-díjat kapott a „magyar művészet megújításában vállalt szerepéért és egyetemes jelentőségű életművéért”.
2019-ben szülővárosa, Sümeg, díszpolgári címet adományozott Tót Endrének. Két évvel korábban "Örülök, hogy itt álltam. Tót Endre" felirattal járdatáblát avattak Sümegen a művész szülőháza előtt (Sümeg, Kossuth utca 19). Hasonló "örömtáblát" helyezett el a művész korábban a budapesti Artpool Művészeti Kutatóközpont egykori kiállítóhelye előtt a Paulay Ede utcában, a kölni Ludwig Museum tetőteraszán és Debrecenben a MODEM belső kertjében.

## Kiállítások (válogatás)

### Egyéni kiállítások
- 1966 Epítők Műszaki Klubja. Budapest
- 1975 Retrospektív kiállítás, Israel Museum, Jeruzsálem
- 1975 Galeria Akumulatory 2, Pozna
- 1976 Galerie Ecart, Genf
- 1976 Galerie St. Petri, Lund, Sweden
- 1977 Galerie Bama, Párizs
- 1978 Galleri Sudurgata 7, Reykyavik, Iceland
- 1979 Galerie René Block, Nyugat-Berlin
- 1981 Artothek. Köln
- 1991 Kölnischer Kunstverein (Martin Kippenbergerrel), Köln
- 1991 Galerie Berndt, Köln
- 1995 Semmi sem semmi, Műcsarnok, Budapest
- 1996 Galerie Hundertmark, Köln
- 1999 Who’s Afraid of Nothing? Abwesende Bilder / Absent Pictures, Museum Ludwig, Köln
- 1999 Nem félünk a semmitől, Kortárs Művészeti Múzeum – Ludwig Múzeum, Budapest
- 2003 Korai munkák (1964 – 68), Szent István Király Múzeum, Székesfehérvár
- 2004 A festett képtől a meg nem festett képig – korai munkák 1965-1970, Szombathelyi Képtár
- 2006 Semmi sem semmi (Nichts ist nicht Nichts), Museum Fridericianum, Kassel
- 2012 Nagyon speciális örömök (Very Special Joys), MODEM, Debrecen
- 2013 Kiállítás és katalógusbemutató, Nemzeti Színház, Budapest[15]
- 2017 Endre Tót. Zer0 makes me glad sad mad, Staatliches Museum Schwerin
- 2017 Amir Shariat Galerie, Bécs[16]
- 2017 Very Special Gladnesses, Robert Capa Kortárs Fotográfiai Központ, Budapest
- 2019 Pertu No 13 – Endre Tót – Monogramista T.D, Galéria umenia Ernesta Zmetáka, Nové Zámky[17]
- 2019 Loom Gallery, Milánó
- 2019 Layout paintings 1988-1991, acb Galéria, Budapest
- 2020 Very Special Gladnesses, Galerie Salle Principale, Párizs

### Csoportos kiállítások
- 1965 Ferenczy Károly Múzeum, Szentendre
- 1968 Iparterv I., IPARTERV díszterme, Budapest
- 1969 Iparterv II., IPARTERV díszterme, Budapest
- 1971 VII. Biennale de Paris (Envois Section), Parc Floral de Paris, Párizs
- 1973 FLUXshoe, vándorkiállítás, Museum of Modern Art, Oxford
- 1976 The Artist and the Photograph, The Israel Museum, Jeruzsálem
- 1976 Artist’s Books, I.C.E., London (and British Tour)
- 1978 Mona Lisa im 20. Jahrhundert, Wilhelm Lehmbruck Museum, Duisburg
- 1978 Artist’s Books, Centolibri d’artista cento, Palazzo Strozzi, Firenze
- 1979 daadgalerie, Nyugat-Berlin
- 1981 Books by Artists, National Gallery of Canada, Ottawa
- 1982 Young Fluxus, Artists’ Space, New York
- 1984 International Artists Committee – Exhibition, Museum Fridericianum, Kassel
- 1985 Livres d’Artistes, Centre George Pompidou, Párizs
- 1989 Fluxus and Friends, University of Iowa, Iowa Museum of Art, Iowa
- 1992 A XX. század művészete (1970–90), Szépművészeti Múzeum, Budapest
- 1994 Fluxubritannica, Tate Gallery, London
- 1995 Fluxus – Eine lange Geschichte mit vielen Knoten. Fluxus in Deutschland 1962–1994, vándorkiállítás az öt kontinens különböző múzeumaiban
- 1996 Mail Art: Osteuropa im internationales Netzwerk, Staatliches Museum, Schwerin
- 1999 Cronos & Kairos. Die Zeit der Zeitgenössischen Kunst, Museum Fridericianum, Kassel
- 1999 Aspect/Position – 50 Jahre Kunst aus Mitteleuropa 1949–99, Museum Moderne Kunst, Stiftung Ludwig, Bécs
- 2000 Protest & Survive, Whitechapel Art Gallery, London
- 2000 The Art of Eastern Europe in Dialogue with the West – from the I96Os to the present, Museum of Modern Art, Ljubljana
- 2002 Iconoclash. Beyond the Image Wars in Science, Religion and Art. ZKM – Center for Art and Media, Karlsruhe
- 2005 Superstars. Von Andy Warhol bis Madonna, Kunsthalle und Kunstforum, Bécs
- 2006 Eye on Europe – 1960 to Now, Museum of Modern Art, New York
- 2007 Fluxus East, Bethanien, Berlin
- 2008 Procession in Art, Museum voor Moderne Kunst, Arnheim
- 2009 Werke aus der Sammlung Block. Neues Museum, Nürnberg
- 2010 Who killed the painting?, Museum für moderne Kunst, Weserburg, Bremen
- 2010 Les Promesse du Passé, Centre George Pompidou, Párizs
- 2010 Starter – Works from the Vehbi Koc Foundation Contemporary Art Collection, Arter, Isztambul
- 2011 Museum of Parallel Narratives. In the framework of L'Internationale, Museu d'Art Contemporani, Barcelona
- 2012 Atlas critique, Parc Saint Léger, Centre d’artcontemporain, Párizs
- 2013 The Unanswered Question. İskele 2, n.b.k és TANAS, Berlin
- 2017 With the Eyes of Others: Hungarian Artists of the Sixties and Seventies, Elisabeth Dee, New York
- 2019 Iparterv 50+, Kortárs Művészeti Múzeum – Ludwig Múzeum, Budapest
- 2019 The word exists to be put on a postcard: artists' postcard from 1960 to now, British Museum, London
- 2019 Evasion techniques, Hungarian Avant-garde in the 1960s and 1970s, Palazzo delle Esposizioni, Róma

### Akciók
- 1972 I’m glad if I can stamp in Warsaw too, Galeria Foksal, Varsó
- 1973 After 1/2 a minute I shall say something, Galeria Adres, Łódz
- 1976 TÓTalJOYs, Galerie Ecart, Genf
- 1979 I’m glad if I can type zerOs (Ben Vautier: Hotel Room Event), Hotel Steiner, Nyugat-Berlin
- 1980 Wir freuen uns, wenn wir demonstrieren können, Bonn
- 1980 Outdoor Texts, Amszterdam
- 1981 Zer0-Demo, Viersen
- 1991 Zer0-Demo, Oxford
- 2000 We are glad if we can demonstrate, Whitechapel Art Gallery, London
- 2000 TÓTaIJOYS, Whitechapel Art Gallery, London
- 2002 Very Special Gladnesses. 4 Jahre: Fluxus und die Folgen, Wiesbaden
- 2002 Wir sind immer sehr froh… Fluxus in Deutschland 1962–94, 2002. 14. Dezember Museum Fridericianum, Kassel
- 2006 Flyer Aktion, Kassel
- 2006 Zer0-Flyer Aktion, Belgrád
- 2007 Joy-Flyer Aktion, Berlin
- 2008 Zer0-Flyer Aktion, Tallinn
- 2012 Zer0-Demo, Debrecen
- 2013 Zer0-Demo, Budapest[18]
- 2015 Zer0-Demo, Köln
- 2015 Zer0-Demo, Hamburg
- 2017 Zer0-Demo, Schwerin
- 2017 Gladness Demo / Örülünk, hogy demonstrálhatunk, Budapest[19]

## Művek közgyűjteményben (válogatás)
- Bibliothéque nationale de France, Párizs
- Musée national d'art moderne,Centre George Pompidou, Párizs
- Biblithéque Kandinsky, Centre George Pompidou, Párizs.
- Museum of Modern Art (MoMA), New York
- The J. Paul Getty Museum, Los Angeles
- San Francisco Museum of Modern Art (SFMOMA), San Francisco
- Tate Modern, London
- British Museum, London
- Museum Ludwig, Köln
- Neue Nationalgalerie, Berlin
- Sammlung zeitgenössischer Kunst der Bundesrepublik Deutschland, Bonn
- Museu d'Art Contemporani de Barcelona (MACBA), Barcelona
- The Israel Museum, Jeruzsálem
- Gemeentemuseum, Hága
- Museum van Hedendaagse Kunst, Antwerpen (MuHKA)
- Museu de Arte Contemporânea da Universidade de São Paulo, Sao Paulo
- Centro de Arte y Comunicación (CAyC), Buenos Aires
- Národní galerie Praha, Prága
- The Olmouz Museum of Modern Art, Olomouc
- Muzeum Sztuki, Lodz
- Museum of Modern Art, Varsó
- Museum of Modern Art (MG+MSUM), Ljubljana
- The Museum of Contemporary Art, Zágráb
- Frac Pays de la Loire, Carquefou
- Szépműveszeti Múzeum, Budapest
- Magyar Nemzeti Galéria (MNG), Budapest
- Ludwig Múzeum – Kortárs Művészeti Múzeum, Budapest
- Kiscelli Múzeum, Budapest
- Artpool, Budapest
- Szent István Király Múzeum, Székesfehérvár
- Szombathelyi Képtár, Szombathely
- Janus Pannonius Múzeum, Pécs
- MODEM Modern és Kortárs Művészeti Központ, Debrecen
- Modern Képtár, Művészetek háza, Veszprém

## Művészkönyvek (válogatás)
- 1971 My Unpainted Canvases, Samizdat-Edition, Budapest
- 1974 Night Visit to the National Gallery, Beau Geste Press, Cullompton/Devon
- 1974 Correspondance avec John Armleder, Ecart Publications, Genf
- 1975 Rainproof Ideas (1971–74), The Israel Museum, Jeruzsálem
- 1976 Zer0-Post, Ecart Publications, Genf / Howeg – Verlag, Hinwil
- 1979 TÓTaIJOYs, Rainer Verlag, Berlin / Berliner Künstlerprogramm des DAAD, Nyugat-Berlin
- 1979 Dirty Rains, Edition J. Sellem, Lund, Schweden
- 1981 Very Special Drawings, Rainer Verlag, Berlin
- 1981 Book of an Extremely Glad Artist, Rainer Verlag, Berlin
- 1999 Who’s Afraid of Nothing, Museum Ludwig, Köln
- 2006 Nichts ist nicht Nichts, Museum Fridericianum, Kassel

## Díjak, elismerések
- Drawing Triennale, Wroclaw, 1974, 1977, 1992
- Lisbon International Show, Lisszabon, 1979
- DAAD művészeti ösztöndíj, Nyugat-Berlin, 1978/79
- Műterem-ösztöndíj, Stedelijk Museum, Amszterdam, 1980
- Arbeitsstipendium, Kunstfonds e. v. , Bonn, 1990
- Honorar Artist Membership, Whitchapel Art Gallery, London, 2005
- Munkácsy Mihály-díj (2006)
- Special Award, 48th Autumn Salon, Belgrád, 2006
- Hororar Artist Membership, Museum of Modern Art, New York, 2008
- Kossuth-díj (2009. március 15.)
- Sümeg díszpolgára (2019)